# David Bailey (Fotograf)

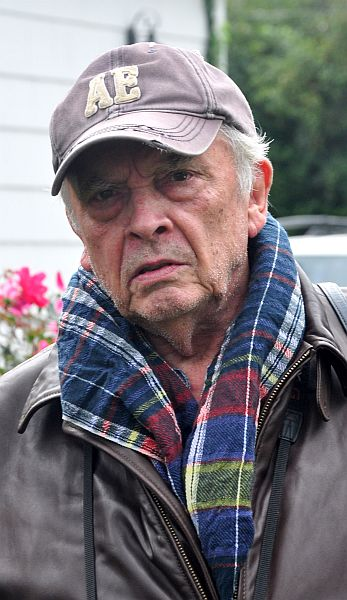
David Bailey (2011)

David Bailey, CBE (* 2. Januar 1938 in London) ist ein britischer Fotograf.

## Leben
Bailey ist ein fotografischer Autodidakt. 1957 diente er bei der Royal Air Force in der Kolonie Singapur. 1959 wurde er Assistent beim John French Studio. Im Anschluss bekam er einen Vertrag als Modefotograf beim Vogue Magazine und arbeitete fortan vorwiegend freiberuflich.
Bailey ist vorwiegend als Chronist des Swinging London bekannt geworden und diente bereits 1966 als Vorbild der Figur des Starfotografen in Michelangelo Antonionis Kult-Film Blow Up mit dem Darsteller David Hemmings. Er porträtierte zahlreiche Personen der Mode-, Musik- und Filmszene sowie des englischen Königshauses. Zahlreiche Posterproduktionen u. a. mit den Bands The Beatles und The Rolling Stones entstanden in dieser Zeit. Weniger bekannt sind seine auf zahlreichen Auslandsreisen dokumentierten Alltagsszenen, in denen oft namenlose Menschen in ihrem armen  Lebensumfeld im Mittelpunkt stehen. Bailey erhielt von Sandy Nairne zwei große Ausstellungen in der National Portrait Gallery, 2009 und 2014. Bailey wurde 2001 zum Commander des Order of the British Empire ernannt.
Bailey war viermal verheiratet: 1960 mit Rosemary Bramble, 1967 mit der Schauspielerin Catherine Deneuve (die Ehe wurde 1972 geschieden), 1975 mit dem Modell Marie Helvin und seit 1986 mit der Schauspielerin Catherine Dyer. Seine Mitte der 1960er Jahre bekannt gewordene Beziehung zum Supermodel Jean Shrimpton wurde 2012 vom Fernsehsender BBC Four in der Miniserie We'll Take Manhattan verfilmt, in der Aneurin Barnard die Rolle des Bailey übernahm.

## Film
- David Bailey, eine Fotolegende. (OT: Le photographe David Bailey.) Dokumentarfilm, Frankreich, Deutschland, 2010, 52:30 Min., Kamera: Jérôme de Missolz, Produktion: arte France, LuFilms, ZDF, White Rabbit, deutsche Erstsendung: 2. Juli 2014 bei arte, Inhaltsangabe von arte.